# Highbridge
Highbridge est une ville anglaise située dans le district de Sedgemoor, dans le comté du Somerset. Elle fait partie de la paroisse civile de Burnham-on-Sea and Highbridge. En 2001, sa population était de 5 986 habitants.

## Source de la traduction
- (en) Cet article est partiellement ou en totalité issu de l’article de Wikipédia en anglais intitulé « Highbridge, Somerset » (voir la liste des auteurs).